# セオドア・ウェルナー
セオドア・B・ウェルナー(英語: Theodore B. Werner, 1892年6月2日 - 1989年1月24日)は、アメリカ合衆国出身の政治家、新聞編集者。所属政党は民主党。出身はアイオワ州ウィネシーク郡。週刊紙「ゲートシティガイド」の編集者・発行人として50年以上活躍し、サウスダコタ州の民主党政治家としてアメリカ合衆国下院議員を2期務めた。

## 経歴・人物
1892年6月2日、セオドア・B・ウェルナーは、アイオワ州ウィネシーク郡オシアンで父のジョンと母のヨハンナ（旧姓：ルパート）の間に生まれた。イリノイ州とウィスコンシン州で法律を学んだ後、1909年にラピッドシティに移った。新聞出版と商業印刷事業に携わり、1912年から1965年まで、週刊新聞「ゲートシティガイド(Gate City guide)」の編集者兼発行人を務めていた。
ラピッドシティーで、郵便局長、市政委員、市長を歴任した後、1930年の連邦下院議員選挙にサウスダコタ州2区から出馬するも、共和党のロイヤル・ジョンソンに敗れ落選した。その後、選挙区改編が行われ、サウスダコタ州3区が廃止された。ウェルナーは1932年選挙でも2区に出馬した。その対抗馬は廃止された3区選出の現職下院議員ウィリアム・ウィリアムソンであったが、ウェルナーは7,000票以上を付けて初当選を果たした。1936年選挙で3選目を目指して出馬するも、得票率48.3%にとどまり、共和党のフランシス・ケースに敗れた。
政界引退後は連邦保安官やセントジョンズマクナマラ病院諮問委員会の委員を務めた。

## 家族
1914年7月4日にエレン・L・マーシャルと結婚し、ヘレンとマーガレットの2人の娘がいた。